# 加藤祐三
加藤 祐三（かとう ゆうぞう、1936年 - ）は、日本の歴史学者。横浜市立大学・都留文科大学名誉教授。専門は日本近代史・近代アジア史。
横浜市立大学教授を経て、同大第14代学長（1998～2002年）。国際日本文化研究センター客員教授、都留文科大学第12代学長（2010～2014年）を歴任。

## 経歴
- 1960年 東京大学文学部卒業
- 1966年 東京大学大学院人文科学研究科東洋史学専攻博士課程中退
- 1966年 東京大学東洋文化研究所助手
- 1973年 横浜市立大学文理学部助教授
- 1982年 横浜市立大学文理学部教授
- 1995年 横浜市立大学国際文化学部教授（学部長や大学院国際文化研究科長などを歴任）
- 1998年 横浜市立大学学長
- 2002年 横浜市立大学名誉教授
- 2005年 国際日本文化研究センター客員教授
- 2010年 都留文科大学学長
- 2014年 横浜文化賞受賞、瑞宝中綬章[3]受章
- 2015年 都留文科大学名誉教授

## 著書

### 単著
- 『中国の土地改革と農村社会』アジア経済研究所、1972年
- 『紀行随想 東洋の近代』朝日選書、1977年
- 『現代中国を見る眼』講談社現代新書、1980年
- 『イギリスとアジア 近代史の原画』岩波新書、1980年
- 『黒船前後の世界』岩波書店、1985年／ちくま学芸文庫、1994年
- 『世界の歴史 17 東アジアの近代』講談社、1985年
- 『黒船異変―ペリーの挑戦』岩波新書、1988年／単行判「岩波新書の江戸時代」、1993年
- 『日本文明史 7　地球文明の場へ 新しい旅立ち』角川書店、1992年
- 『世界繁盛の三都―ロンドン・北京・江戸』日本放送出版協会〈NHKブックス〉、1993年
- 『黒船前後の世界』筑摩書房、1994年
- 『幕末外交と開国』ちくま新書、2004年／講談社学術文庫、2012年
- 『開国史話』神奈川新聞社：選書判、2008年
- 『学長ブログ 2011～2014』都留文科大学

### 共著・編著
- 『広島・アウシュビッツ 平和行進青年の記録』梶村慎吾共著、弘文堂、1965年
- 『世界市場と幕末開港』東京大学出版会、1982年
- 『アジアの都市と建築 29 exotic asian cities』鹿島出版会、1986年
- 『長江文明と日本』福武書店、1987年
- 『中国　地域からの世界史』 森正夫共著 、朝日新聞社、1992年
- 『横浜と上海　近代都市形成史比較研究』横浜開港資料館、1995年
- 『近代日本と東アジア 国際交流再考』 筑摩書房、1995年
- 『世界の歴史25　アジアと欧米世界』川北稔共著（中央公論社、1998年／中公文庫、2010年）

### 訳書
- 『翻身 ある中国農村の革命の記録』W. ヒントン著（全2巻、共訳、平凡社 1972年）
- 『鉄牛 中国の農業革命の記録』W. ヒントン著（赤尾修共訳、平凡社、1976年）

## 参考
- 『現代日本人名録』2002年
- 『読売年鑑 2014』
- 『横浜市立大学論叢』2003年